# Pawn
PAWN este un limbaj de programare alcătuit dintr-un amestec de limbaje de programare deja cunoscute. PAWN este utilizat de multe jocuri, inclusiv in AMX Mod X (un mod pentru serverele de Counter-Strike 1.6) și un mod multiplayer pentru GTA: San Andreas (SA-MP[nefuncțională – arhivă]
). El are funcții si "callback"-uri ca orice alt limbaj de programare.
O introducere în acest limbaj a apărut in octombrie 1999 în revista "Dr. Dobb's Journal"
PAWN este un limbaj fară tipuri pentru arhitectura de 32 de biți cu o sintăxă asemănătoare a limbajului C. Un cod sursă PAWN este compilat intr-un fișier binary pentru o viteză optimă de executare. Din compilatorul PAWN rezultă codul P sau bytecode care ulterior rulează pe o mașină virtuală. Viteza de executare, stabilitatea și simplitatea și faptul că nu consumă din resursele calculatorului au fost criterii esențiale de design atât pentru limbaj cât si pentru mașina virtuală.
PAWNO este programul cu care se editează sau creează un script, folosind un fișier sursă. Acesta la randul lui se foloseste de pawncc.exe care funționează ca și compilator pentru PAWNO ajutându-l să găsească greșelile făcute în fișierul .amx (scriptul compilat). Fișierul compilat este folosit de un executabil (fisierul .pwn este sursa).
Proiectul în dezvoltare este găzduit pe platforma GitHub. Editorul poate fi descărcat de pe site-ul dezvoltatorului.

## Legături externe
- Site-ul dezvoltatorului